# Praetaxila segecia
Praetaxila segecia is een vlindersoort uit de familie van de prachtvlinders (Riodinidae), onderfamilie Nemeobiinae.
Praetaxila segecia werd in 1861 beschreven door Hewitson.